# Дассов
Дассов (нем. Dassow) — город в Германии, в земле Мекленбург-Передняя Померания.
Входит в состав района Северо-Западный Мекленбург. Подчиняется управлению Шёнбергер Ланд. Население составляет 3972 человека (на 31 декабря 2010 года). Занимает площадь 66,54 км². Официальный код — 13 0 58 022.